# Homophilenbewegung
Als Homophilenbewegung bezeichnet man die Emanzipationsbewegung homosexueller Männer und teilweise Frauen von den 1940er bis Ende der 1960er Jahre. Anhand der Bezeichnung wird sie historisch abgegrenzt von der im deutschsprachigen Raum wurzelnden vorhergehenden Homosexuellenbewegung vom Ende des 19. Jahrhunderts bis Ende der 1930er Jahre und der Schwulen- und Lesbenbewegung seit den 1970er Jahren. Prinzipiell handelt es sich also hierbei um die zweite Phase deutlich abgrenzbarer Perioden gleichgeschlechtlicher Emanzipationsbestrebungen.
Das Erbe der ersten Homosexuellenbewegung konnte die Homophilenbewegung aufgrund der auch sozial und intellektuell zerstörerischen Homosexuellenpolitik der Nationalsozialisten nur in stark fragmentarisierter und transformierter Form wahrnehmen. Tradiert und transformiert wurde dieses Erbe vor allem in der Schweiz, von dort befördert entstand in den Niederlanden (ab 1946), Skandinavien (ab 1948) sowie in den USA die organisierte Homophilenbewegung. Diese bemühte sich, eine Identität und Lebensräume für Homosexuelle zu kultivieren, sowie aktivistisch zu handeln, wobei es ihr aufgrund des sexualpolitisch weltweit repressiven Klimas allerdings kaum gelang, gesellschaftlich oder politisch wirksam zu werden. Essentiell für homophile Positionen war ein eher defensiver Ansatz, der die Mehrheitsgesellschaft von der „Ungefährlichkeit“ und „Tugendhaftigkeit“ Homosexueller überzeugen wollte.
Die deutschsprachige Homophilenbewegung ist zeitlich ca. zwischen 1949 und 1969 zu verorten. Diese Bürgerrechtsbewegung fiel laut Raimund Wolfert einem „doppelten Verschweigen anheim“. So habe einerseits „der westdeutsche Staat kaum etwas unversucht“ gelassen, „um homosexuelle Emanzipationsbestrebungen zu vereiteln“. Andererseits hätten „Vertreter der dritten deutschen Homosexuellenbewegung […] die Bemühungen und Leistungen ihrer Vorgänger nicht zur Kenntnis“ genommen.

## Geschichte

### Vorgeschichte
Mit der Zerschlagung der Strukturen der Homosexuellenbewegung in Deutschland wuchs die Bedeutung der wenigen verbliebenen Strukturen außerhalb Deutschlands. Von Bedeutung waren hierbei die Tschechoslowakei und vor allem die Schweiz, aber auch die Niederlande und Skandinavien. Nicht zuletzt aufgrund ihrer kulturellen Nähe zu Deutschland rezipierten sie in den 1930er und frühen 1940er Jahren die deutsche Bewegung der 1920er Jahre, tradierten ihre Strategien und Erkenntnisse und transformierten sie in ein Modell für die zunehmend repressiveren Bedingungen der westlichen Gesellschaften der 1940er und 1950er Jahre. So entwickelten sie die Grundlagen für die Homophilenbewegung der 1940er bis 1960er Jahre.

### Tschechoslowakei
Im Mai 1931 erschien in Brno die erste Ausgabe des Hlas, des ersten tschechoslowakischen Magazins für Homosexuelle. 1932 wurde dort mit der Ceskoslovenská liga pro sexuální reformu na sexuálně vědeckěm podkladě (Tschechoslowakische Liga für Sexualreform auf sexualwissenschaftlicher Grundlage) ein Verband gegründet und im selben Jahr fand der Weltkongress der von Magnus Hirschfeld geleiteten Weltliga für Sexualreform in Brno statt. Die lokalen Kräfte fanden diese starke Unterstützung durch Hirschfeld und seinen Sekretär Karl Giese, die nach der Zerstörung des Instituts für Sexualwissenschaft und ihrem Gang ins Exil von der Tschechoslowakei aus wirken wollten. Hirschfeld und Giese schrieben regelmäßig für Hlas, stießen ein deutschsprachiges Supplement an und planten sogar eine deutschsprachige Ausgabe des Heftes.
Im Mai 1934 beteiligte sich der Schweizer Aktivist Karl Meier, später Herausgeber der führenden homophilen Zeitschrift Der Kreis, mit einem Beitrag an dem inzwischen umbenannten Nový Hlas, in dem er sich gegen Hirschfeld stellte, der Homosexualität als rein sexuelle Präferenz verstand. In der Nachfolge von Adolf Brand und dessen Verständnis vom Homoerotismus als einem höheren, „geistigen Lebensgefühl“ führte Meier eine Fehde fort, die bereits im Berlin der 20er Jahre virulent gewesen war. Möglicherweise als Folge des Artikels riss zu dieser Zeit die Verbindung zwischen Hirschfeld/Giese und Novy Hlas ab.
Trotz aller Initiative gelang es Hlas/Novy Hlas nicht, genug Abonnenten zu gewinnen, nach Mai 1934 erschienen keine deutschen Texte mehr und im Dezember 1934 stellte die Zeitschrift ihr Erscheinen ein. Im September 1938 kam es zu einer einzigen Ausgabe eines Nachfolgers, Hlas Přírody, unter Mitwirkung des ehemaligen WhK-Vorstandes Kurt Hiller. Die Besetzung der Tschechoslowakei durch Deutschland ab Oktober setzte weiteren Bestrebungen ein Ende. Die zahlreiche Beteiligung namhafter Persönlichkeiten während ihres Bestehens macht deutlich, wie intensiv die tschechoslowakische Aktivität in Europa rezipiert wurde.

### Schweiz
Die Schweizer Gruppierung, der es gelang, in dauerhafter Form und mit einer gewissen Breitenwirkung aktiv zu sein, war der von Laura Thoma und Anna Vock 1932 gegründete und getragene Schweizer Freundschaftsverband um die Zeitschrift Das Freundschaftsbanner. Angestoßen durch Thoma, die 1931 längere Zeit in der homosexuellen Subkultur Berlins lebte, wurde die nach dem Vorbild der Garconne gestaltete Zeitschrift zentral für die neu entstehende Schweizer Bewegung. Zeitschrift und Verband konnten – trotz zahlreicher interner Transformationen – in der vom Zweiten Weltkrieg und dem Nationalsozialismus nur indirekt berührten Schweiz bestehen bleiben. Ende der 1930er löste sich der Verband auf und die inzwischen in Menschenrecht umbenannte Zeitschrift sowie ihr Umfeld wurden durch männliche Homosexuelle dominiert. Als sich 1942 dann nach Laura Thoma zuletzt auch Anna Vock aus der Arbeit zurückzog, hatte die ursprünglich aus einem Kreis lesbischer Frauen entstandene Zeitschrift nur noch drei weibliche Abonnentinnen, als Herausgeber und Verleger der Menschenrecht fungierte ab jetzt der „Rolf“ genannte Schauspieler Karl Meier.

#### Der Kreis
Rolf war es, der die Menschenrecht umgestaltete in Der Kreis. Die Vorgängerinnen Freundschaftsbanner und Menschenrecht orientierten sich weitgehend am Vorbild deutscher Zeitschriften der 1920er (insbesondere der Garconne). Rolf taufte Menschenrecht 1942 um und unterzog sie einer drastischen Neugestaltung, indem er auf das Modell von Adolf Brands Zeitschrift Der Eigene zurückgriff, für die er bereits in den 1920er Jahren geschrieben hatte. Der Eigene und die Gruppe Gemeinschaft der Eigenen waren Speerspitzen der Maskulinisten, einer männerbündischen, elitären und tendenziell misogynen Fraktion der ersten Homosexuellenbewegung, die sich als Antipode zum biologistischen Teil der Bewegung um Hirschfeld verstand und den Begriff Homosexualität als reduziert auf den „Sexus“ ablehnte, zugunsten eines weiter gefassten Begriffs des „Eros“.
Dieses Modell aktualisierte Rolf, antikisierende Vorbilder wichen zugunsten einer Adaption der künstlerischen Moderne, strikt schloss Rolf auch Frauen aus. In den 25 Jahren des Bestehens des Kreis erschien kein Text aus der Feder einer Frau, Frauen konnten nicht Mitglied des begleitenden Klubs sein und hatten dort auch keinen Zutritt. Rolf und seine Mitautoren formulierten ein ideales Bild des tugendhaften, gesellschaftlich angepassten und gebildeten Homophilen. Dies ging einher mit einer stark kontrollierten Sexualität, was dazu führte, dass z. B. Männer, die sich mit männlichen Prostituierten einließen, aus der Gruppe ausgestoßen wurden. Auch die Praxis des Analverkehrs galt als anrüchig. Meier verwarf den Begriff Homosexualität zugunsten des bereits 1924 von Karl-Günther Heimsoth geprägten Begriffs der „Homophilie“, von Heimsoth bewusst nicht als synonym definiert, sondern, anknüpfend an Vorstellungen Adolf Brands, Otto Weiningers und insbesondere Hans Blühers, eine an der besonderen Hochwertigkeit rein mann-männlicher Beziehungen orientierte „männerheldische heroische Freundesliebe“.
Bereits mit seinem Debüt veröffentlichte der Kreis französischsprachige Beiträge, ab 1951 auch englischsprachige, dies öffnete Der Kreis auch für eine internationale Rezeption. Von den um 1959 2.000 Exemplaren der Auflage gingen rund 700 an ausländische Abonnenten. Die Auflage ist allerdings nicht identisch mit der Leserzahl, da die Hefte vielfach weitergegeben wurden. Die Abonnenten bildeten quasi auch den Verein und zu den regelmäßigen Festen in der Schweiz kamen Menschen aus ganz Europa.
Zur Zeit seiner Gründung war Der Kreis das einzige Periodikum gleichgeschlechtlich liebender Menschen weltweit und gewann in der unmittelbaren Nachkriegszeit enorme Bedeutung als Referenz für die sich konstituierende Homophilenbewegung. Neu entstehende Organisationen und Zeitschriften orientierten sich formal wie inhaltlich stark am Kreis, wurden durch das Netzwerk um ihn gefördert und unterstützt und kooperierten mit ihm, so das niederländische Cultuur- en Ontspanningscentrum ab 1946, der dänische Forbundet af 1948, sein norwegischer und sein schwedischer Ableger, die ab 1950 in den USA gegründeten Mattachine Society und One, Inc. oder die französische Arcadie ab 1954. Damit blieb es bis weit in die 1960er Jahre das einzige dauerhaft erscheinende homophile Medium mit signifikanter Reichweite. Der Kreis war das führende Organ der Homophilenbewegung, prägte ihren Diskurs und definierte deren Selbstverständnis und inhaltliche Ausrichtung nachhaltig bis zur Entstehung der Schwulen- und Lesbenbewegung zu Beginn der 1970er Jahre.

### Niederlande

COC-Logo

Ende 1946 wurde in Amsterdam der Shakespeare Club gegründet, der drei Jahre später in Cultuur- en Ontspanningscentrum (COC) umbenannt wurde. Typisch für seine Zeit wurde im Namen der Vereinigung nicht zum Ausdruck gebracht, dass sie sich der Belange von Homosexuellen annahm. Heute ist das COC die älteste noch existierende LSBTIQ*-Organisation der Welt. Ziel der Vereinigung in der Nachkriegszeit war die Reform des Artikel 248-bis im niederländischen Strafgesetzbuch (Weboek van Strafrecht), der gleichgeschlechtliche Sexualkontakte zwischen 16- und 21-Jährigen bzw. mit Angehörigen dieser Altersgruppe unter Strafe stellte, während für heterosexuellen Geschlechtsverkehr das Schutzalter bei 16 Jahren lag. Der Shakespeare Club war aufs Engste mit der niederländischen Zeitschrift Levensrecht (Lebensrecht) verbunden, die 1940 gegründet worden war, während der deutschen Besatzung der Niederlande nicht erscheinen konnte, dann aber von 1946 bis 1948 erneut herauskam. Levensrecht erschien 1946 in einer Auflagenhöhe von 400 Exemplaren.
1951 wurde auf Initiative des COC in Amsterdam auch das International Committee for Sexual Equality (Internationales Komitee für sexuelle Gleichberechtigung, ICSE) gegründet, das insgesamt fünf internationale Kongresse ausrichtete: 1951 und 1953 jeweils in Amsterdam, 1952 in Frankfurt/Main, 1955 in Paris und 1958 in Brüssel.

Der Shakespeare Club bzw. das COC stand in den ersten Jahren seines Bestehens unter Beobachtung niederländischer Behörden, konnte sich aber rasch in andere Städte wie Den Haag, Rotterdam, später auch nach Utrecht und Arnheim ausweiten. Der Artikel 248 des niederländischen Strafgesetzbuchs wurde 1971 reformiert, wodurch das Schutzalter für gleichgeschlechtliche Sexualkontakte dem für heterosexuelle angeglichen wurde.

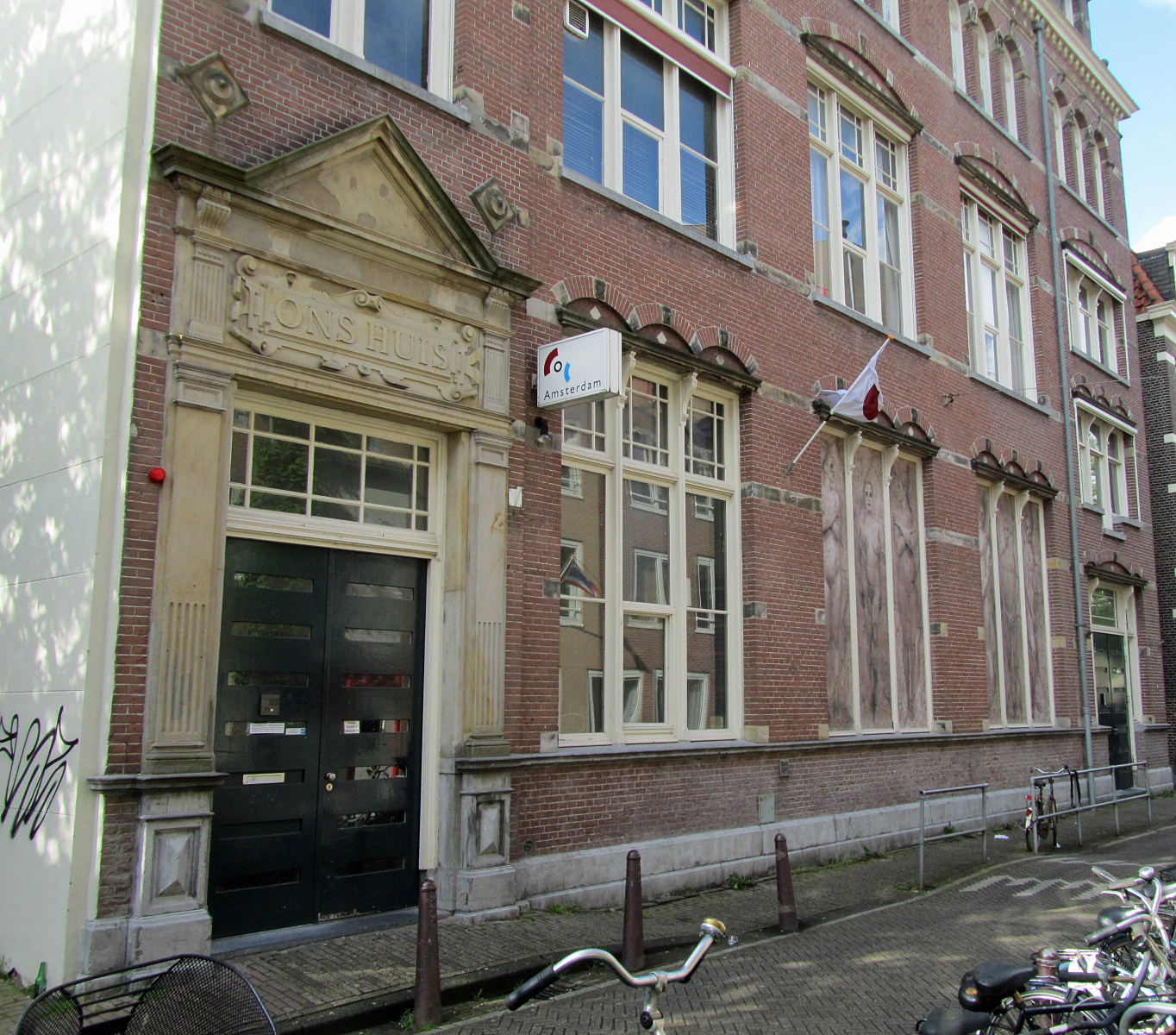
COC-Vereinssitz in Amsterdam

### Skandinavien
Im Sommer 1948 wurde in Dänemark nach dem Vorbild des Schweizer Kreis und des niederländischen COC der Kredsen af 1948 (Der Kreis von 1948) als erste Homosexuellenorganisation Skandinaviens gegründet. Er wurde wenig später in Forbundet av 1948 (F-48, Verband von 1948) umbenannt. Inspiriert worden waren die Gründer des Vereins durch den Kinsey-Report, der Anfang des Jahres erschienen war, sowie die im Jahr zuvor verkündete Menschenrechts-Charta der UNO. Ab Januar 1949 gab der F-48 mit Vennen (Der Freund) eine Mitgliederzeitschrift heraus, und ab Herbst 1949 unterhielt der Verein ein erstes Clublokal. 1951 zählte der F-48 bereits 1.339 Mitglieder und verfügte über Vertrauensmänner in Schweden in Norwegen, die in ihren Heimatländern den Aufbau eigenständiger Organisationen vorantrieben. Diese nannten sich später Det norske Forbundet av 1948 (DNF-48, Der norwegische Verband von 1948) und Riksförbundet für Sexuellt Likaberättigande (RFSL, Nationaler Verband für sexuelle Gleichberechtigung).
Wichtig insbesondere für die Entwicklungen im deutschsprachigen Raum wurde die dänische International Homosexual World Organisation (IHWO), für die kein genaues Gründungsjahr vorliegt. Erste Zeichen für deren Existenz gehen in das Jahr 1952 zurück. Finanzielles Standbein der IHWO war vor allem in ihrer Anfangszeit der Versand von Zeitschriften, Büchern und Bildmaterial für Homosexuelle (vor allem Aktfotos), und es kann diskutiert werden, inwiefern die IHWO in frühen Jahren überhaupt ein emanzipatorischer Verein oder nicht vielmehr ein kommerzielles Unternehmen war. Erste politische Aktivitäten der IHWO sind aus den frühen 1960er Jahren bekannt.
Ende der 1960er Jahre betrieb die IHWO rund 50 Kilometer südwestlich von Kopenhagen ein eigenes „IHWO-Zentrum“ und gab die mehrsprachige Mitgliederzeitschrift UNI heraus, die von 1968 bis 1970 mit insgesamt zwölf Ausgaben auf Dänisch, Deutsch, Englisch, Französisch, Italienisch, Niederländisch und Schwedisch erschien. Ihre Auflagenhöhe lag bei mehr als 3.000 Exemplaren. Im „IHWO-Zentrum“ fanden um diese Zeit zwei internationale Kongresse statt, und in der Bundesrepublik Deutschland bildeten sich mehrere IHWO-Arbeitsgruppen, unter anderem in Hamburg. Aus dieser Gruppe entwickelte sich um 1969 die deutschsprachige IHWO, die zu ihrer Hochzeit über 700 Mitglieder zählte und über den Zusammenbruch der dänischen Mutterorganisation (1971) hinaus bis 1974 existierte.
Die Hamburger IHWO positionierte sich in Abgrenzung zu den „radikalen“ Emanzipationsgruppen der neueren deutschen Schwulen- und Lesbenbewegung, die im Umfeld des Films Nicht der Homosexuelle ist pervers, sondern die Situation, in der er lebt von Rosa von Praunheim aufkam. Sie unterhielt ab 1972 ein eigenes Clubzentrum in Hamburg sowie mehrere Regionalgruppen im gesamten Bundesgebiet, scheiterte aber schließlich an finanziellen Unregelmäßigkeiten, die das „bürgerliche Lager“ der bundesdeutschen Homosexuellenbewegung über viele Jahre hinweg in Diskredit brachte.

## Deutschland

### Aufbau der deutschen Homophilenbewegung in der Nachkriegszeit
Viele Protagonisten der Homosexuellenbewegung waren ermordet worden oder ins Exil gegangen, Schriften der Zeit vernichtet. Einzelne Versuche, an die Bewegung der Weimarer Republik anzuknüpfen, wurde durch die Repressionen der Bundesrepublik ob der sexualpolitischen Kontinuität des Nationalsozialismus in juristischer wie gesellschaftlicher Hinsicht stark erschwert.
Mit der Gründung der Bundesrepublik Deutschland 1949 bestanden die von den Nationalsozialisten verschärften Paragraphen 175, 175a des Strafgesetzbuches, die männliche Homosexualität kriminalisierten, fort. Die Artikel 2 und 3 des Grundgesetzes, welche die „freie Entfaltung der Persönlichkeit“ und die „Gleichberechtigung der Geschlechter“ garantieren, standen diesen Strafgesetzen allerdings gegenüber. Dieses gesetzgeberische Spannungsfeld bildete die Rahmenbedingungen für vornehmlich homosexuelle Männer, sich aktiv gegen die Kriminalisierung ihrer Sexualität zu wenden.

#### Akteure und Gruppen
Die Homophilenbewegung war geprägt von einer bildungsbürgerlichen Perspektive, aus der man eine über wissenschaftliche Aufklärung erreichte „Humanität und Toleranz“ der eigenen Minderheit gegenüber einforderte. Gleichzeitig bemühte man sich darum, gesellschaftliche Zuschreibungen gegenüber der homosexuellen Minderheit – wie Femininität, Jugendverführung, Triebhaftigkeit bzw. einer Reduzierung gleichgeschlechtlicher Kontakte auf das Sexuelle – für die eigenen Reihen betont zu negieren. Aufgrund der bisherigen Fokussierung der Geschichtswissenschaft auf homosexuelle Emanzipationsbestrebungen vor 1933 und die Lebenswirklichkeit der homosexuellen Minderheit zur Zeit des Dritten Reiches ist bislang wenig über die homophilen Aktivisten und Gruppen selbst bekannt. Zu nennen wären etwa Einzelpersonen wie Erwin Haarmann, Heinz Meininger, Konstantin Ortloff, Gerhard Prescha, Werner Schmitz („Larion Gyburc-Hall“), Johannes Werres, Charlotte Steurer und Anna Stübbe, deren Biographien nur in Teilen rekonstruiert werden können.
Zentrale Gruppierungen, zu denen es nur eine lückenhafte Quellen- bzw. Forschungslage gibt, waren der Frankfurter Verein für humanitäre Lebensgestaltung e. V. (VhL), der Bremer Club Elysium sowie die Hamburger Gesellschaft für Menschenrechte (GfM). Andere Gruppen stellen etwa die Internationale Freundschaftsloge (IFLO) aus Bremen, die Reutlinger Kameradschaft die runde und die Berliner Gesellschaft für Reform des Sexualstrafrechts (GfRdS) dar. Es ist wenig über das Beziehungsgeflecht der Gruppen untereinander bekannt. Gesichert ist allerdings der Kontakt zu Homosexuellenorganisationen im Ausland. So lassen sich Kontakte zur Schweizer Homophilenzeitschrift Der Kreis, dem Amsterdamer Zentrum für Kultur und Entspannung (COC) und dem International Committee for Sexual Equality (ICSE) belegen.

#### Zeitschriften

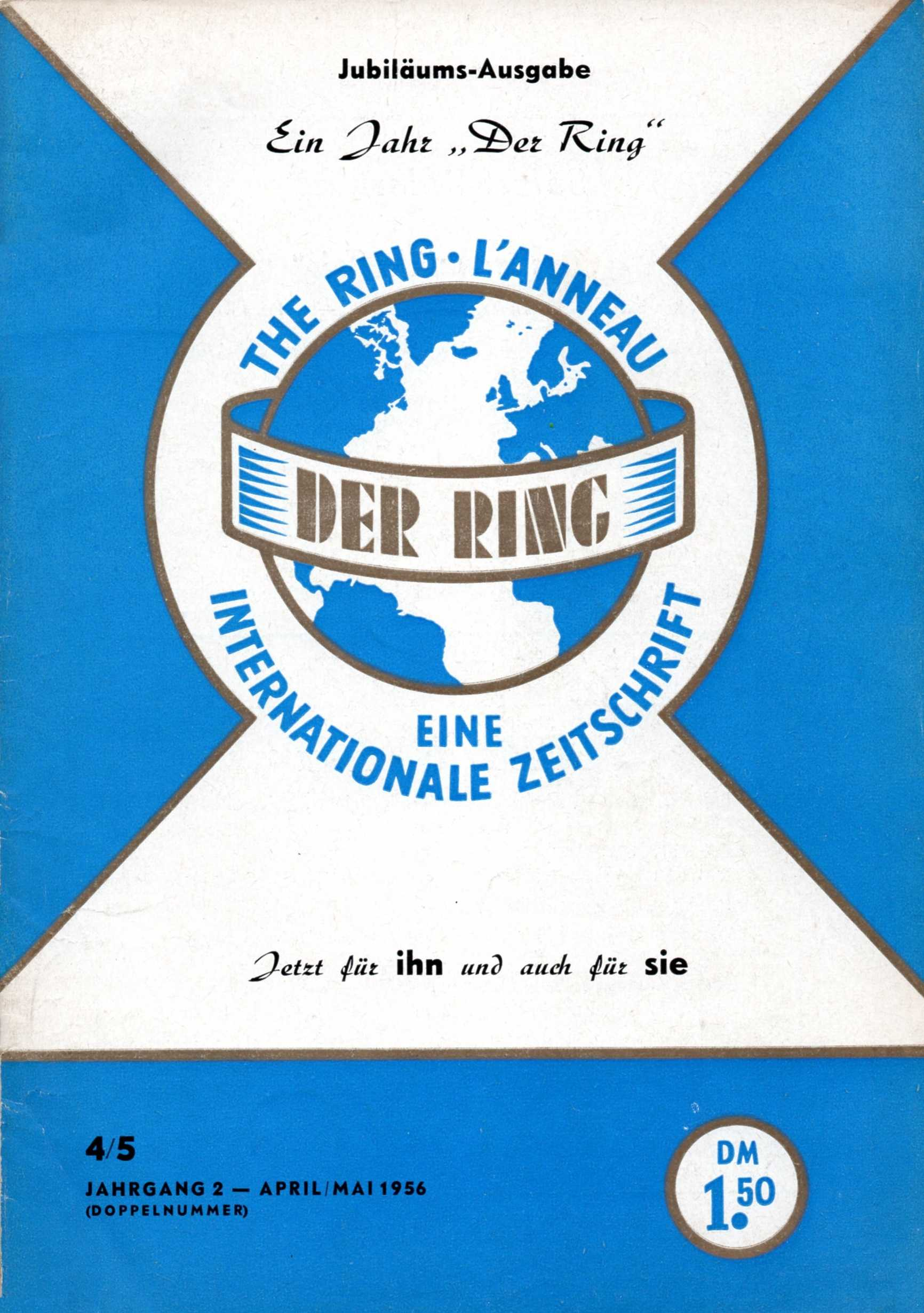
Der Ring 1956, Nr. 4/5, mit dem weibliche Homosexuelle inkludierenden Werbespruch „Jetzt für ihn und auch für sie.“

Von herausragender Bedeutung für die Diskussion der Homophilen untereinander und deren Reflexion als homosexuelle Minderheit über die eigene gesellschaftliche Lage waren Homosexuellenzeitschriften. Neben dem Gedankenaustausch dienten die Zeitschriften auch als Ratgeber, sie versuchten zu belehren sowie „Trost und Beistand zu leisten.“ Sowohl Leser als auch Schreiber sollten sich in diesem Kontext selbst Orientierung verschaffen. Bei Burkhardt Riechers findet sich ein Überblick über die homophile Presse sowie eine zeitliche Einordnung der einzelnen Zeitschriften:

„1951 bis 1952 Die Freundschaft bzw. Die Freunde bzw. Freond mit den Literarischen Monatsblättern Pan, von Rudolf Ihne in Hamburg; 1952 bis 1954. Die Gefährten, vom Frankfurter "Verein für humanitäre Lebensgestaltung" (VhL); 1953 Vox im Hamburger Gustav Leue Verlag: 1953 bis 1954 Hellas, nachfolgend 1954 bis 1955 Humanitas in Hamburg im Verlag Christian Hansen Schmidt; 1955 bis 1958 Der Ring, vom Hamburger Verlag Gerhard Prescha; 1951 bis 1970 Der Weg (früher: Die Insel) vom Verlag Rolf Putziger, später Wolf H. F. Prien & Co. in Hamburg; von 1955 bis 1969 Die Runde (hieß ab 1964 Der Rundblick), von der Reutlinger Kameradschaft „die runde“ in hektographierter Form. Mit Abstand am bekanntesten und verbreitetsten war der 1943 bis 1967 von Karl Meier (unter dem Pseudonym „Rolf“) in Zürich edierte Kreis mit deutschem, englischem und französischem Teil, wobei ersterer detailliert auf Ereignisse in Deutschland einging. Mit Ausnahme des Weges, des Kreises und der Runde stellten alle Zeitschriften nach spätestens 3 Jahren ihr Erscheinen ein. Wiederholte Indizierungen, Beschlagnahmungen, aber auch Streit verschiedener Homosexuellen-Organisationen untereinander, verhinderten, dass die betreffenden Blätter kontinuierlich erschienen. Der Schweizer Lesezirkel "Der Kreis" und die Württemberger Kameradschaft "die runde" bestanden immerhin fast 25 bzw. 15 Jahre.“

### Frankfurt am Main als „Homophilenhochburg“
Das Frankfurt am Main der 1950er-Jahre kann neben Hamburg als „Hochburg der Homophilenbewegung“ gesehen werden. So bemühte sich Hans Giese, der im April 1949 das Institut für Sexualforschung gegründet hatte, dort im Oktober 1949 um eine Neugründung des Wissenschaftlich-humanitären Komitees (WhK). Der Vereinsaktivist Hermann Weber wurde dessen erster Präsident. Der im selben Jahr von Heinz Meininger gegründete Verein für humanitäre Lebensgestaltung (VhL) trat dem WhK geschlossen bei. Bei den berüchtigten Frankfurter Homosexuellenprozessen 1950/1951, die maßgeblich von der Staatsanwaltschaft durch Instrumentalisierung des Kronzeugen Otto Blankenstein initiiert wurden, wandten sich einzelne Mitglieder des VhL, wie etwa der Rechtsanwalt Erich Schmidt-Leichner oder der Journalist Rudolf Eims, aktiv gegen die staatlichen Verfolgungen. Als Ende 1950 ein anonymer Drohbrief gegen den in die Homosexuellenprozesse involvierten Oberstaatsanwalt Hans-Krafft Kosterlitz zugestellt worden war und man bei der Staatsanwaltschaft den Briefschreiber den homophilen Kreisen Frankfurts am Main zurechnete, wurden im Vereinslokal des VhL, dem Felsenkeller, Anfang 1951 polizeiliche Überwachungsmaßnahmen durchgeführt.
Im November 1952 richtete der VhL ein Memorandum an das Bundesjustizministerium sowie den Deutschen Bundestag, in dem eine Reform des § 175 StGB gefordert wurde. Zudem organisierte der Verein im selben Jahr in Frankfurt am Main in Kooperation mit niederländischen Aktivisten den zweiten Kongress des International Committee for Sexual Equality (ICSE).

### Niedergang der Homophilenbewegung
Raimund Wolfert betont bezüglich der Forschungslage zur deutschen Homophilenbewegung, dass es „nach wie vor schwierig“ sei, „die Protagonisten […] zu identifizieren und ihre Bemühungen und Leistungen herauszustellen.“ Dies liege „nicht nur an ihrer Erfolglosigkeit“, sondern insbesondere daran, dass viele Fragen „zum Beziehungsgeflecht der homophilen Aktivisten sowie ihrer Gruppierungen“ noch immer offen seien, „weil schlichtweg grundlegende Informationen über Kontakte und Unternehmungen“ fehlten. Dies gelte „sogar für die Beteiligten eben des Prozesses, welcher der Bewegung letztlich den Garaus machte.“ Trotz all dieser Schwierigkeiten gelingt es Wolfert, den langsamen Niedergang der Bürgerrechtsbewegung folgendermaßen zu umreißen:

„Im Sommer 1957 verfielen auch die übrigen noch vorhandenen bundesdeutschen Homophilengruppen in Agonie oder lösten sich auf. Auf dem Brüsseler ICSE-Kongress von 1958 waren die IFLO und die Berliner GfRdS die einzigen verbliebenen deutschen Verbände. Nach der Hamburger GfM war auch der Frankfurter VhL von der Bildfläche verschwunden. Als sich der ICSE-Vorstand im Spätsommer 1959 zu einer Arbeitstagung in Bremen traf, war die GfRdS ebenfalls nicht mehr dabei […]. Der Berliner Vorstand beschloss im Oktober 1959 die Auflösung des Vereins, und in der folgenden Jahreshauptversammlung am 13. Januar 1960 wurde die Entscheidung von den 15 anwesenden Mitgliedern mehrheitlich gebilligt. Als Liquidator beantragte Hans Borgward im Sommer 1960 beim zuständigen Amtsgericht die Registerlöschung.“

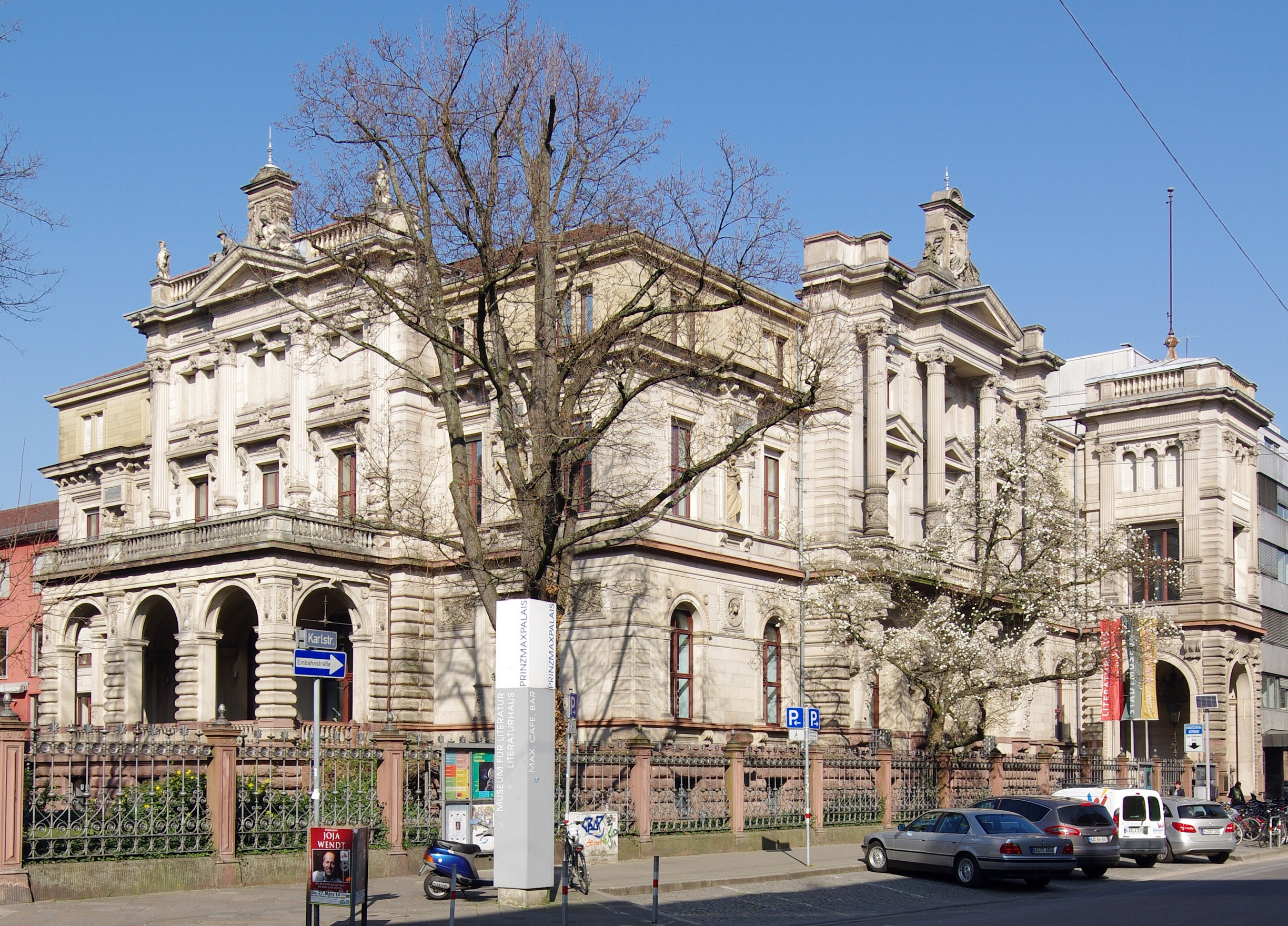
Amtssitz des Bundesverfassungsgerichts von 1951 bis 1969: das Prinz-Max-Palais in Karlsruhe

Hintergrund des Niedergangs dürfte auch die Entscheidung des Bundesverfassungsgerichts vom 10. Mai 1957 sein, wonach Paragraf 175 beibehalten wurde. Erst ab 1965 zeichnete sich der allgemeine Wertewandel in der Gesellschaft auch zunehmend in der Statistik der Verurteilungen durch sinkende Zahlen ab.
Die Stonewall-Aufstände (1969) in den USA sowie die gesellschaftlichen Auswirkungen von Rosa von Praunheims Film Nicht der Homosexuelle ist pervers, sondern die Situation, in der er lebt (1971) im deutschsprachigen Raum leiteten maßgeblich die moderne Lesben- und Schwulenbewegung ein, die sich offen und kämpferisch für die Rechte und ein neues Selbstbewusstsein von Homosexuellen einsetzte und die aus ihrer Sicht altmodische und überholte Homophilenbewegung endgültig ablöste.